# Dsch
Dsch – tetragraf występujący w języku niemieckim i odpowiadający polskiemu dż. Używany w niektórych wyrazach obcego pochodzenia. Np. Dschungel – dżungla, Dschibuti - Dżibuti lub Dschingis Khan - Czyngis-chan.